# Alla mia gente/Dall'amore in poi
Alla mia gente / Dall'amore in poi pubblicato nel 1972 è un 45 giri della cantante italiana Iva Zanicchi.

## Alla mia gente
Il brano non sarà mai inserito in un album ufficiale.

## Dall'amore in poi
Il brano sarà utilizzato come sigla finale del primo ciclo quadrimestrale (il 25°) della trasmissione radiofonica Gran varietà, dove la cantante è ospite nei mesi di luglio e agosto. In seguito, verrà inserita all'interno dell'album Dall'amore in poi, pubblicato nel dicembre 1972.

## Tracce
Lato A
- Alla mia gente - 3:48 - (Camillo e Corrado Castellari)

Lato B
- Dall'amore in poi - 3:03 - (Camillo e Corrado Castellari)